# Georgië op de Olympische Zomerspelen 2024
Georgië nam deel aan de Olympische Zomerspelen 2024 in Parijs, Frankrijk.

## Medailleoverzicht
| Medaille | Naam                | Sport         | Onderdeel                    | Datum            |
| -------- | ------------------- | ------------- | ---------------------------- | ---------------- |
| Goud     | Lasha Bekauri       | Judo          | Midden -90 kg (m)            | 31 juli 2024     |
| Goud     | Geno Petriashvili   | Worstelen     | Superzwaar -125 kg (m)       | 10 augustus 2024 |
| Goud     | Lasja Talachadze    | Gewichtheffen | Superzwaar +102 kg (m)       | 11 augustus 2024 |
|          |                     |               |                              |                  |
| Zilver   | Tato Grigalasjvili  | Judo          | Half midden -81 kg (m)       | 30 juli 2024     |
| Zilver   | Ilia Sulamanidze    | Judo          | Half zwaar -100 kg (m)       | 1 augustus 2024  |
| Zilver   | Givi Matcharashvili | Worstelen     | vrije stijl Zwaar -97 kg (m) | 11 augustus 2024 |
|          |                     |               |                              |                  |
| Brons    | Lasha Guruli        | Boksen        | Lichtgewicht -63,5 kg (m)    | 4 augustus 2024  |

## Aantal deelnemers
Hieronder volgt een overzicht van de atleten die zich kwalificeerden voor de Olympische Zomerspelen van 2024.
| Sport         | Mannen | Vrouwen | Totaal |
| ------------- | ------ | ------- | ------ |
| Atletiek      | 0      | 1       | 1      |
| Boksen        | 2      | 0       | 2      |
| Gewichtheffen | 3      | 0       | 3      |
| Gymnastiek    | 0      | 1       | 1      |
| Judo          | 7      | 3       | 10     |
| Schermen      | 1      | 0       | 1      |
| Schietsport   | 0      | 1       | 1      |
| Worstelen     | 7      | 0       | 7      |
| Zwemmen       | 1      | 1       | 2      |
| Totaal        | 21     | 7       | 28     |

## Deelnemers en resultaten

### Atletiek

#### Loopnummers
Vrouwen
| atlete           | onderdeel | voorronde | voorronde | series         | series         | herkansingen | herkansingen | halve finale   | halve finale   | finale         | finale         |
| atlete           | onderdeel | tijd      | rang      | tijd           | rang           | tijd         | rang         | tijd           | rang           | tijd           | rang           |
| ---------------- | --------- | --------- | --------- | -------------- | -------------- | ------------ | ------------ | -------------- | -------------- | -------------- | -------------- |
| Lika Kharchilava | 100 m     | 12,37     | 20        | niet geplaatst | niet geplaatst | n.v.t.       | n.v.t.       | niet geplaatst | niet geplaatst | niet geplaatst | niet geplaatst |

### Boksen
Mannen
| atleet                | onderdeel    | eerste ronde         | tweede ronde         | kwartfinale          | halve finale         | finale               | rang           |
| atleet                | onderdeel    | tegenstander uitslag | tegenstander uitslag | tegenstander uitslag | tegenstander uitslag | tegenstander uitslag | rang           |
| --------------------- | ------------ | -------------------- | -------------------- | -------------------- | -------------------- | -------------------- | -------------- |
| Lasha Guruli          | lichtgewicht | bye                  | Hasanov W 5 - 0      | Bazarbayuly W 3 - 2  | Álvarez V 0 - 5      | niet geplaatst       | Brons          |
| Georgii Kushitashvili | zwaargewicht | n.v.t.               | Boltaev V 2 - 3      | niet geplaatst       | niet geplaatst       | niet geplaatst       | niet geplaatst |

### Gewichtheffen
Mannen
| atleet            | onderdeel | trekken | trekken | stoten | stoten | totaal | rang |
| atleet            | onderdeel | score   | rang    | score  | rang   | totaal | rang |
| ----------------- | --------- | ------- | ------- | ------ | ------ | ------ | ---- |
| Shota Mishvelidze | -61 kg    | 121     | 6       | 136    | 6      | 256    | 6    |
| Irakli Chkheidze  | -102 kg   | 179     | 7       | 214    | 4      | 393    | 5    |
| Lasja Talachadze  | +102 kg   | 215     | 2       | 255    | 1      | 470    | Goud |

### Gymnastiek

#### Trampoline
| atlete        | onderdeel | kwalificaties | kwalificaties | finale         | finale         |
| atlete        | onderdeel | score         | rang          | score          | rang           |
| ------------- | --------- | ------------- | ------------- | -------------- | -------------- |
| Luba Golovina | vrouwen   | 53,620        | 11            | niet geplaatst | niet geplaatst |

### Judo
Mannen
| atleet                | onderdeel | eerste ronde         | tweede ronde         | derde ronde            | kwartfinale            | halve finale             | herkansing           | finale / BM          | finale / BM     |
| atleet                | onderdeel | tegenstander uitslag | tegenstander uitslag | tegenstander uitslag   | tegenstander uitslag   | tegenstander uitslag     | tegenstander uitslag | tegenstander uitslag | rang            |
| --------------------- | --------- | -------------------- | -------------------- | ---------------------- | ---------------------- | ------------------------ | -------------------- | -------------------- | --------------- |
| Giorgi Sardalashvili  | −60 kg    | n.v.t.               | bye                  | Wolczak W 11 - 00      | Yıldız V 00 - 01       | niet geplaatst           | Kim W-j W 10 - 00    | Garrigós V 00 - 01   | 5               |
| Vazha Margvelashvili  | −66 kg    | n.v.t.               | bye                  | Khyar V 00 - 10        | niet geplaatst         | niet geplaatst           | niet geplaatst       | niet geplaatst       | niet geplaatst  |
| Lasha Shavdatuashvili | −73 kg    | n.v.t.               | Gaba V 00 - 10       | niet geeplaatst        | niet geeplaatst        | niet geeplaatst          | niet geeplaatst      | niet geeplaatst      | niet geeplaatst |
| Tato Grigalashvili    | −81 kg    | bye                  | Latisev W 10 - 00    | Borchashvili W 01 - 00 | Makhmadbekov W 01 - 00 | Lee J-h W 01 - 00        | bye                  | Nagase V 00 - 11     | Zilver          |
| Lasha Bekauri         | −90 kg    | n.v.t.               | bye                  | Ivanov W 01 - 00       | Han J-y W 10 - 00      | Mosakhlishvili W 10 - 00 | bye                  | Murao W 10 - 01      | Goud            |
| Ilia Sulamanidze      | −100 kg   | n.v.t.               | bye                  | Pirelli W 10 - 00      | Wolf W 01 - 00         | Eich W 10 - 00           | bye                  | Kotsoiev V 01 - 10   | Zilver          |
| Guram Tushishvili     | +100 kg   | n.v.t.               | bye                  | Ndiaye W 10 - 00       | Riner V 00 - 10        | niet geplaatst           | Yusupov V DSQ        | niet geplaatst       | niet geplaatst  |

Vrouwen
| atlete              | onderdeel | eerste ronde         | tweede ronde         | derde ronde          | kwartfinale          | halve finale         | herkansing           | finale / BM          | finale / BM    |
| atlete              | onderdeel | tegenstander uitslag | tegenstander uitslag | tegenstander uitslag | tegenstander uitslag | tegenstander uitslag | tegenstander uitslag | tegenstander uitslag | rang           |
| ------------------- | --------- | -------------------- | -------------------- | -------------------- | -------------------- | -------------------- | -------------------- | -------------------- | -------------- |
| Eteri Liparteliani  | −57 kg    | n.v.t.               | Nairne W 10 - 00     | Aminova W 01 - 00    | Silva V 00 - 10      | niet geplaatst       | Enkhriilen W 10 - 00 | Cysique V 00 - 11    | 5              |
| Eter Askilashvili   | −63 kg    | n.v.t.               | Leški V 00 - 10      | niet geplaatst       | niet geplaatst       | niet geplaatst       | niet geplaatst       | niet geplaatst       | niet geplaatst |
| Sophio Somkhishvili | +78 kg    | n.v.t.               | Lucht W 10 - 00      | Dicko V 00 - 10      | niet geplaatst       | niet geplaatst       | niet geplaatst       | niet geplaatst       | niet geplaatst |

Gemengd
| atleten | onderdeel | eerste ronde         | tweede ronde         | derde ronde          | kwartfinale          | halve finale         | herkansing           | finale / BM          | finale / BM    |
| atleten | onderdeel | tegenstander uitslag | tegenstander uitslag | tegenstander uitslag | tegenstander uitslag | tegenstander uitslag | tegenstander uitslag | tegenstander uitslag | rang           |
| --- | --------- | -------------------- | -------------------- | -------------------- | -------------------- | -------------------- | -------------------- | -------------------- | -------------- |
| Giorgi Sardalashvili Vazha Margvelashvili Lasha Shavdatuashvili Tato Grigalashvili Lasha Bekauri Ilia Sulamanidze Guram Tushishvili Eteri Liparteliani Eter Askilashvili Sophio Somkhishvili | team      | bye                  | Italië V 3 - 4       | niet geplaatst       | niet geplaatst       | niet geplaatst       | niet geplaatst       | niet geplaatst       | niet geplaatst |

### Schermen
Mannen
| atleet         | onderdeel | eerste ronde         | tweede ronde         | derde ronde          | kwartfinale          | halve finale         | finale / BM          | finale / BM    |
| atleet         | onderdeel | tegenstander uitslag | tegenstander uitslag | tegenstander uitslag | tegenstander uitslag | tegenstander uitslag | tegenstander uitslag | rang           |
| -------------- | --------- | -------------------- | -------------------- | -------------------- | -------------------- | -------------------- | -------------------- | -------------- |
| Sandro Bazadze | sabel     | bye                  | Zea W 15 - 6         | Amer V 14 - 15       | niet geplaatst       | niet geplaatst       | niet geplaatst       | niet geplaatst |

### Schietsport
Vrouwen
| atleet          | onderdeel         | kwalificaties | kwalificaties | finale         | finale         |
| atleet          | onderdeel         | punten        | rang          | punten         | rang           |
| --------------- | ----------------- | ------------- | ------------- | -------------- | -------------- |
| Nino Salukvadze | 10 m luchtpistool | 562           | 38            | niet geplaatst | niet geplaatst |
| Nino Salukvadze | 25 m pistool      | 563           | 40            | niet geplaatst | niet geplaatst |

### Worstelen

#### Grieks-Romeinse stijl
Mannen
| atleet              | onderdeel | eerste ronde               | kwartfinale          | halve finale         | herkansing           | finale / BM          | finale / BM    |
| atleet              | onderdeel | tegenstander uitslag       | tegenstander uitslag | tegenstander uitslag | tegenstander uitslag | tegenstander uitslag | rang           |
| ------------------- | --------- | -------------------------- | -------------------- | -------------------- | -------------------- | -------------------- | -------------- |
| Ramaz Zoidze        | −67 kg    | Ismailov V 1 - 12SP        | niet geplaatst       | niet geplaatst       | niet geplaatst       | niet geplaatst       | niet geplaatst |
| Lasha Gobadze       | −87 kg    | Sid Azara W 2 - 1PP        | Novikov V 3 - 8PP    | niet geplaatst       | Bisultanov V 0 - 6PO | niet geplaatst       | 9              |
| Robert Kobliashvili | −97 kg    | AIN Khaslakhanau V 1 - 9SP | niet geplaatst       | niet geplaatst       | niet geplaatst       | niet geplaatst       | niet geplaatst |

#### Vrije stijl
Mannen
| atlete                 | onderdeel | eerste ronde              | kwartfinale           | halve finale              | herkansing           | finale / BM          | finale / BM    |
| atlete                 | onderdeel | tegenstander uitslag      | tegenstander uitslag  | tegenstander uitslag      | tegenstander uitslag | tegenstander uitslag | rang           |
| ---------------------- | --------- | ------------------------- | --------------------- | ------------------------- | -------------------- | -------------------- | -------------- |
| Goderdzi Dzebisashvili | −65 kg    | Tevanyan V 0 - 11ST       | niet geplaatst        | niet geplaatst            | niet geplaatst       | niet geplaatst       | niet geplaatst |
| Vladimeri Gamkrelidze  | −86 kg    | Shapiev V 1 - 5PP         | niet geplaatst        | niet geplaatst            | niet geplaatst       | niet geplaatst       | niet geplaatst |
| Givi Matcharashvili    | −97 kg    | De Lange W 12 - 2SP       | Mchedlidze W 11 - 0ST | Magomedov W 5 - 0PO       | bye                  | Tazhudinov V 0 - 2VT | Zilver         |
| Geno Petriashvili      | −125 kg   | Khotsianivskyi W 11 - 0ST | Baran W 9 - 2PP       | Meshvildishvili W 7 - 0PO | bye                  | Zare W 10 - 9PP      | Goud           |

### Zwemmen
Mannen
| atleet         | onderdeel     | series | series | halve finale   | halve finale   | finale         | finale         |
| atleet         | onderdeel     | tijd   | rang   | tijd           | rang           | tijd           | rang           |
| -------------- | ------------- | ------ | ------ | -------------- | -------------- | -------------- | -------------- |
| Noe Pantskhava | 100 m rugslag | 56,46  | 41     | niet geplaatst | niet geplaatst | niet geplaatst | niet geplaatst |

Vrouwen
| atlete         | onderdeel         | series  | series | halve finale   | halve finale   | finale         | finale         |
| atlete         | onderdeel         | tijd    | rang   | tijd           | rang           | tijd           | rang           |
| -------------- | ----------------- | ------- | ------ | -------------- | -------------- | -------------- | -------------- |
| Ana Nizharadze | 100 m vlinderslag | 1.02,85 | 28     | niet geplaatst | niet geplaatst | niet geplaatst | niet geplaatst |